# Grande moschea di Herat
La Grande moschea di Herat o Jamaʿ Masjid (in arabo مَـسْـجِـد الْـجُـمُـعَـة هـرَات‎?, Masjid al-Jumuʿa Herāṫ), conosciuta anche come Masjid-i Jāmiʿ (in persiano مَسجدِ جَامع‎), o Moschea del venerdì di Herat è una moschea nella città di Herat, nella provincia di Herat, nel nord-ovest dell'Afghanistan. Fu costruita dai Ghuridi, sotto il dominio del famoso sultano Ghiyāth al-Dīn Ghōrī, che ne stabilì la fondazione nel 1200, e in seguito ampliata ai tempi dei Timuridi dei Safavidi, dei Moghul e poi degli uzbeki. Molte delle piastrelle smaltate furono realizzate durante i periodi successivi, la Moschea del Venerdì di Herat ebbe la sua forma attuale durante gli ultimi anni del XV secolo.
Oltre alle numerose piccole moschee di quartiere per la preghiera quotidiana, la maggior parte delle comunità del mondo islamico ha una moschea più grande, una moschea congregazionale per i servizi del venerdì con un sermone. La Jamaʿ Masjid non è stata sempre la più grande moschea di Herat; un complesso molto più grande della Moschea e della Madrasa di Gawharshad, anch'esso costruito dai Timuridi, era situato nella parte settentrionale della città. Tuttavia, quei monumenti architettonici furono fatti saltare in aria dagli ufficiali dell'esercito indiano britannico nel 1885, per impedirne l'uso come fortezza nel caso in cui l'esercito russo avesse tentato di invadere l'India.

## Storia
La Masjid-i Jāmiʿ di Herat, la prima moschea congregazionale della città, fu costruita sul sito di due piccoli templi di fuoco zoroastriani distrutti dal terremoto e dal fuoco. Una moschea fu iniziata dal sovrano ghuride Ghiyāth al-Dīn Ghūrī nel 1200 (597 AH), e, dopo la sua morte, l'edificio fu continuato da suo fratello e successore Muhammad di Ghur. Ciò è confermato sia da un'iscrizione sul portale orientale ghuride scoperta nel 1964 durante un restauro, sia dallo storico timuride cinquecentesco Muḥammad Kwāndamīr nella sua Khulāṣat al-akhbar.

### I timuridi
Nel 1221, Gengis Khan conquistò la provincia, e insieme a gran parte di Herat, il piccolo edificio cadde in rovina. Fu solo dopo il 1245, sotto Shams al-Dīn Muhammad Kart che tutti i programmi di ricostruzione furono intrapresi, e la costruzione della moschea non fu iniziata fino al 1306. Tuttavia, un devastante terremoto del 1364 lasciò l'edificio quasi completamente distrutto, anche se si tentò di ricostruirlo.
Dopo il 1397, i governanti timuridi dirottarono la crescita di Herat verso la parte settentrionale della città. Questa suburbanizzazione e la costruzione di una nuova moschea congregazionale nella Muṣallā di Gawhar Shad segnarono la fine dell'importanza della Masjid-i Jāmiʿ da parte della monarchia.
La sostituzione della piccola moschea in rovina fu realizzata con la costruzione di un edificio completamente nuovo con giardini circostanti, che fu completato da Jalāl al-Dīn Fīrūzshāh, uno dei più eminenti emiri di Shah Rukh (1405-1444). Le decorazioni da sole impiegarono più di cinque anni per essere completate, poiché l'emiro portò lavoratori da tutto l'impero. La moschea fu successivamente restaurata definitivamente sotto l'impero Mughal, quando il principe Khurrām (Shāh Jahān) stava combattendo per il controllo della regione contro le tribù uzbeke.

### Sviluppi moderni
Poco rimane della moschea medievale, dopo le guerre anglo-afghane gran parte della moschea è stata distrutta. Un programma lanciato nel 1945 ha ricostruito pareti e stanze, ha ampliato la sezione nord-orientale della moschea da una lunghezza di circa 101 metri a 121 metri e ha sostituito i materiali costosi provenienti da tutto il Medioevo timuride e mughal con materiali a basso costo disponibili localmente. Nel complesso, le molteplici ricostruzioni e i programmi di restauro della moschea hanno lasciato poco da certificare come originale. Tuttavia rimane il portale ghuride inscritto, a sud dell'attuale ingresso principale della moschea.
Nel 2012, una cinquantina di commercianti afghani ha promesso fondi per il rinnovamento della moschea.

## Descrizione
La Grande Moschea è disposta secondo il tradizionale modello rettangolare a iwān, con tre pareti e un enorme cortile centrale. Alcune delle decorazioni originali rimangono nella sezione centrale, ma molte sono state sostituite.
(Robert Byron, La via per l'Oxiana)

## Galleria d'immagini

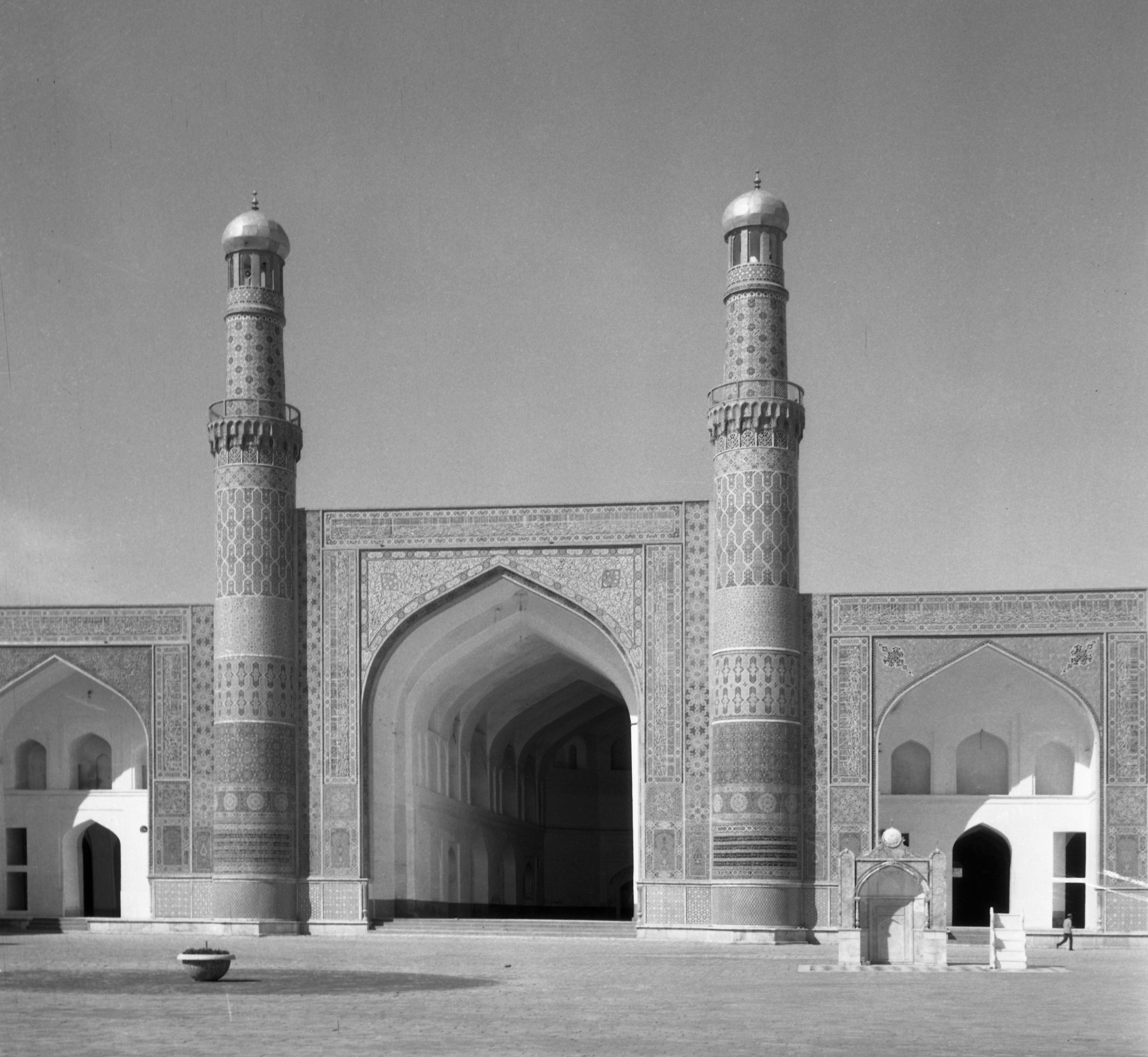
1962
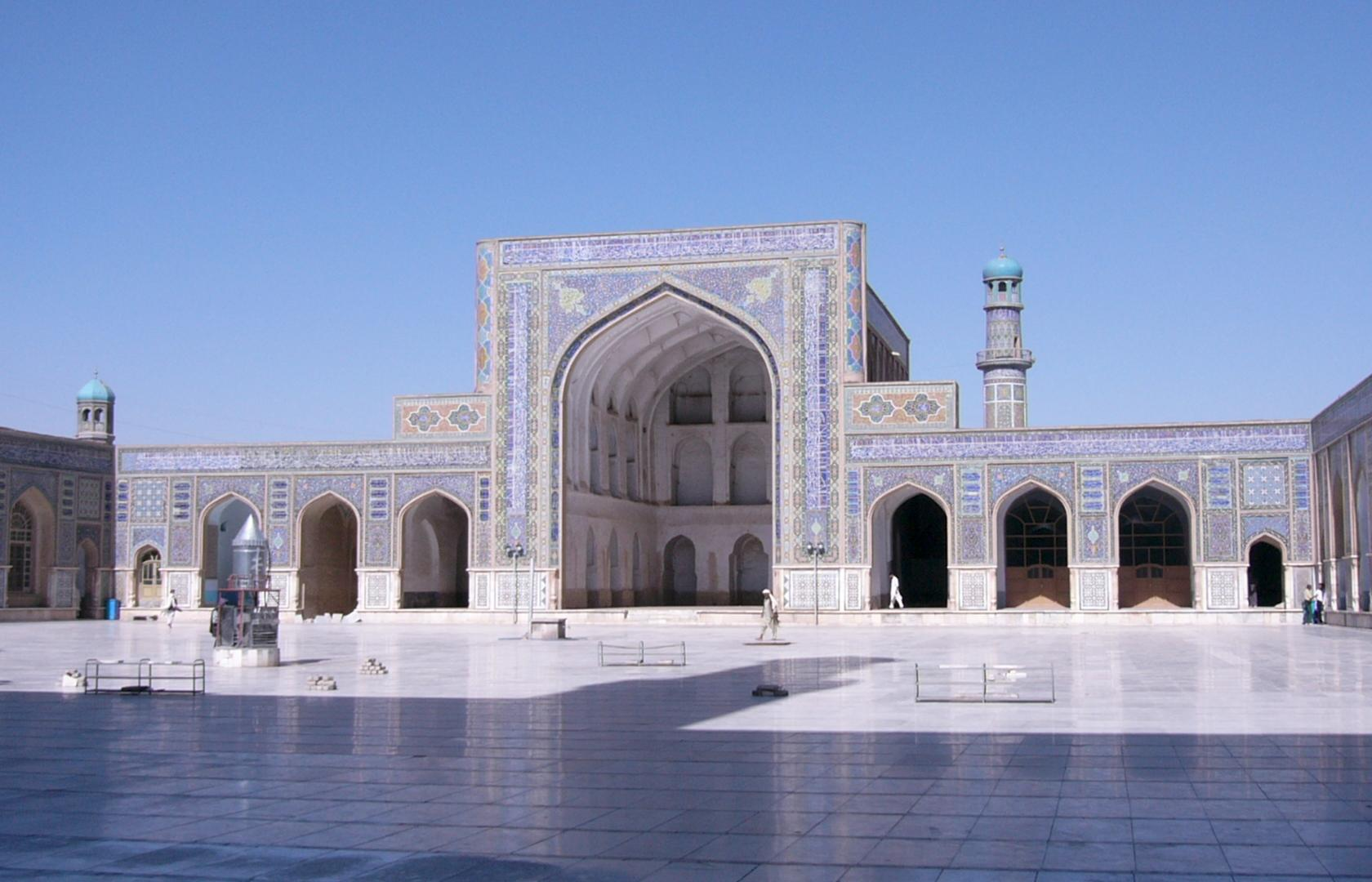
2004
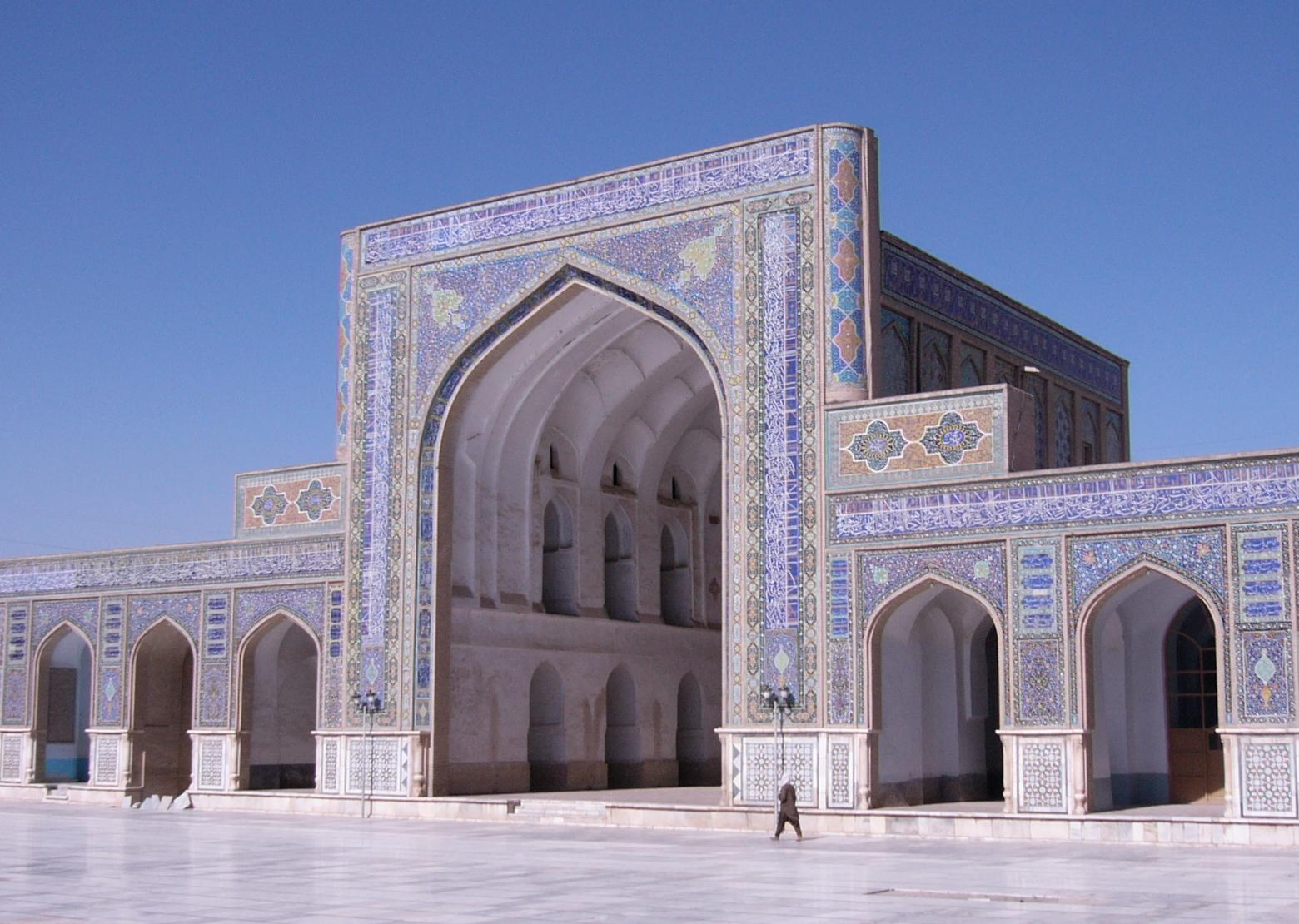
2004
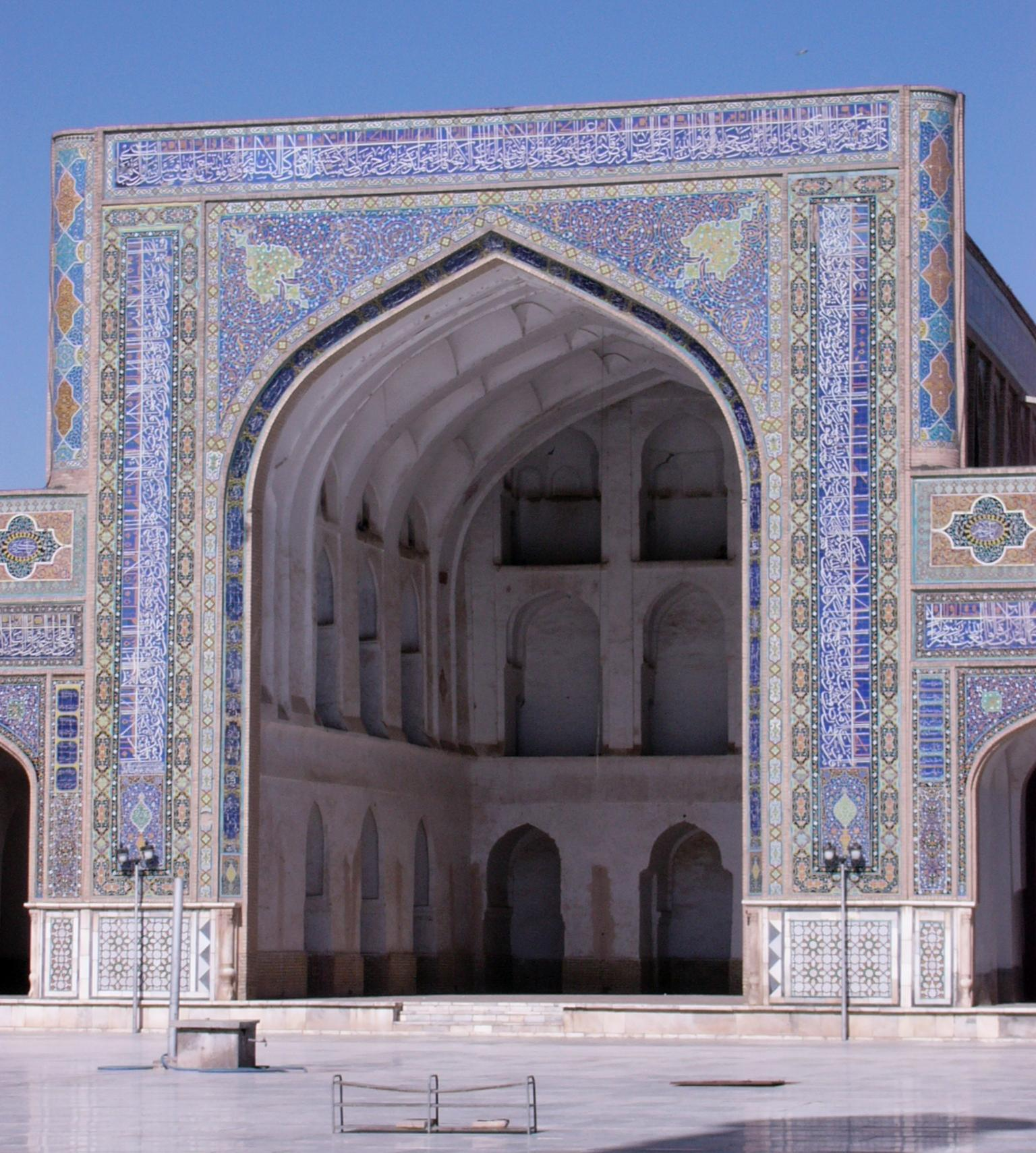
2004
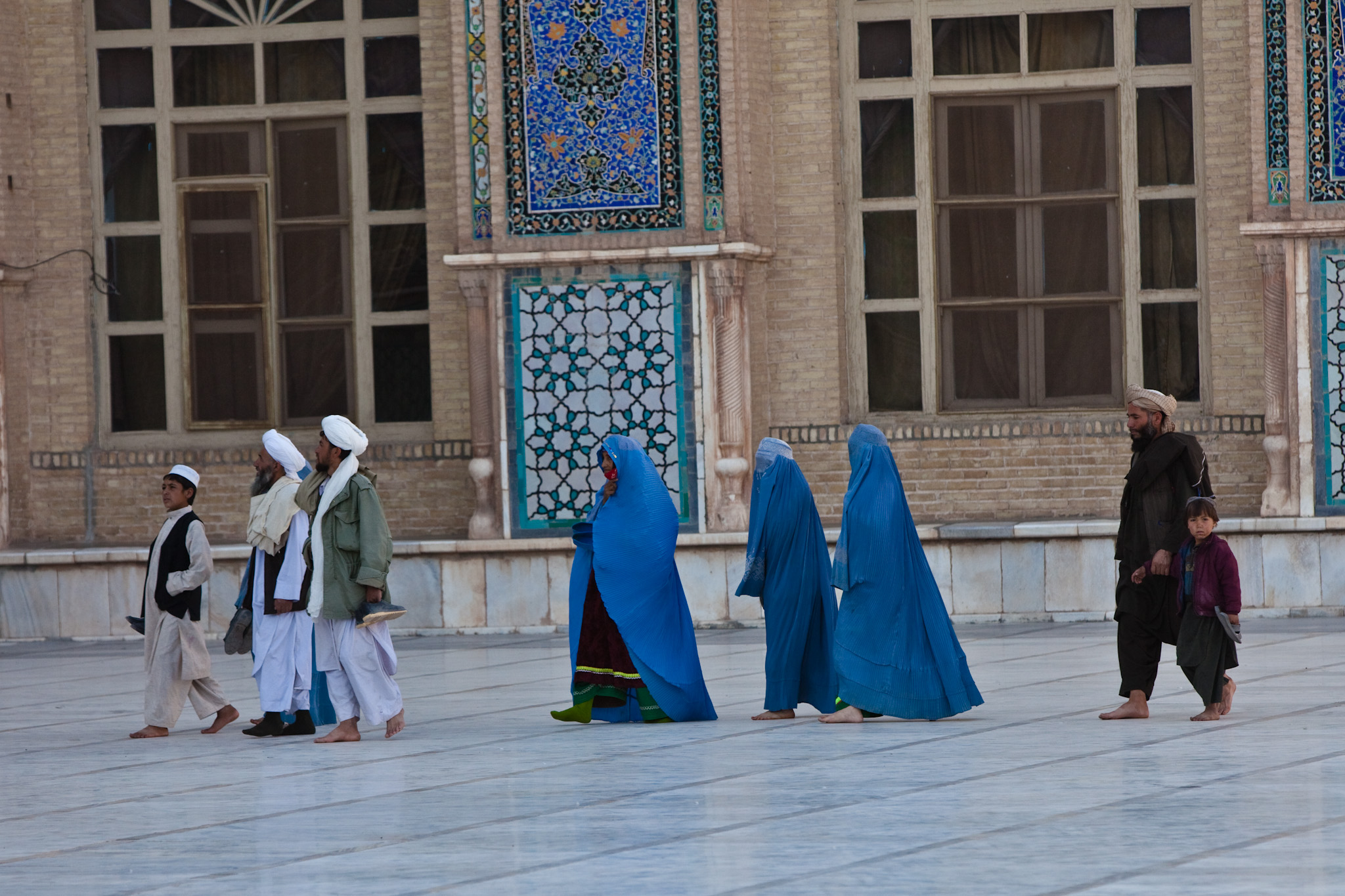
2009
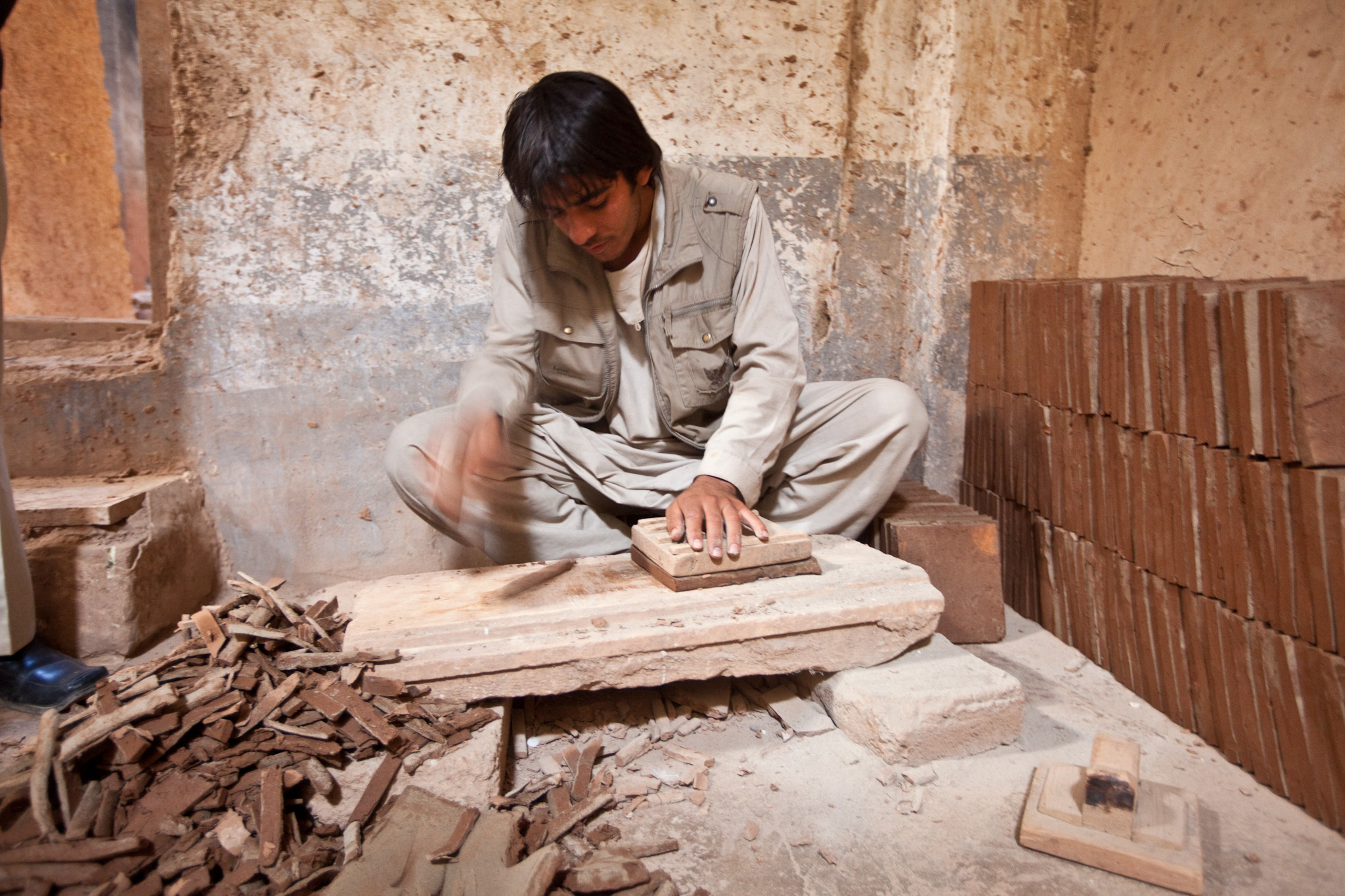
Mosaicista, 2009
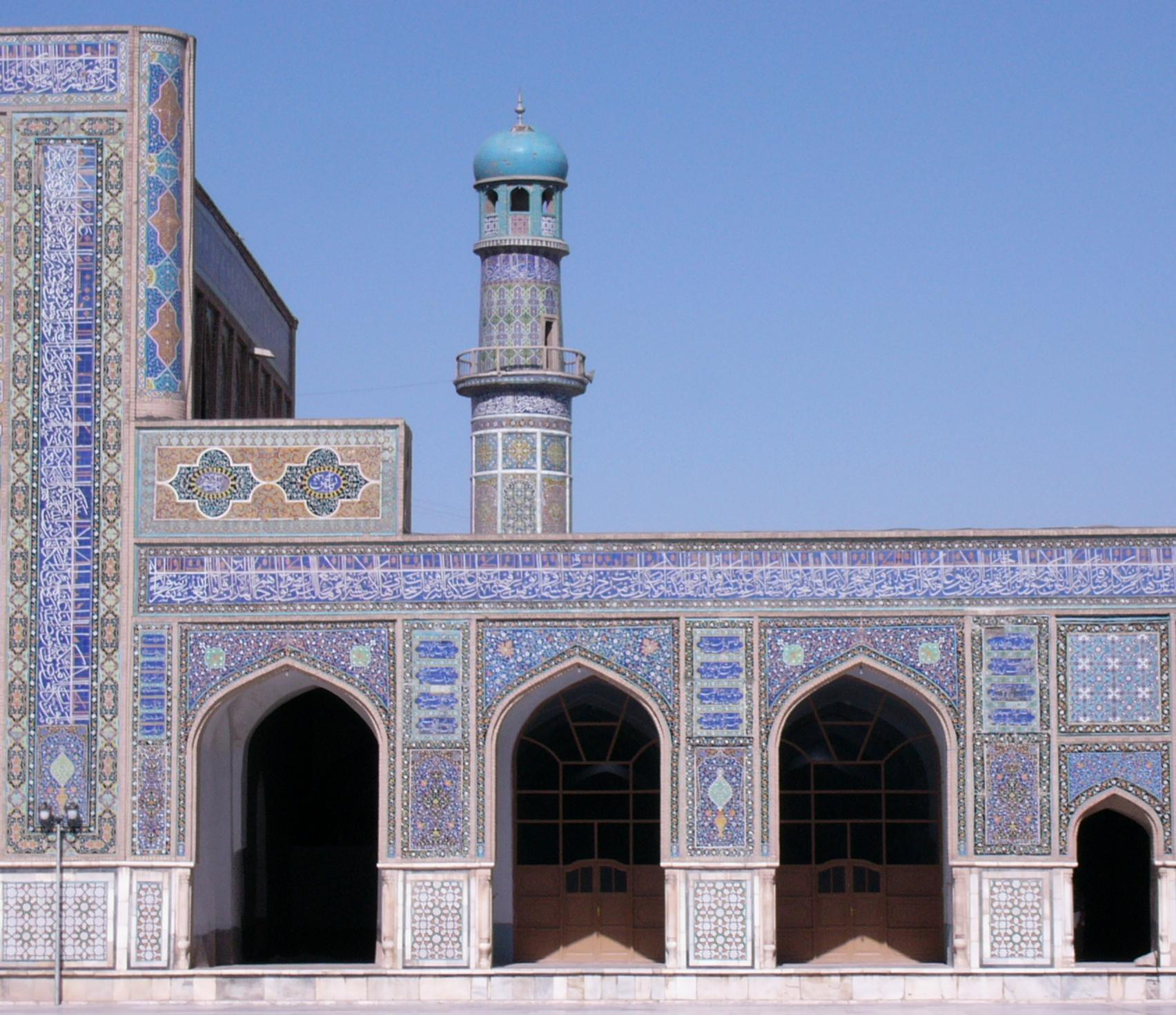
2004
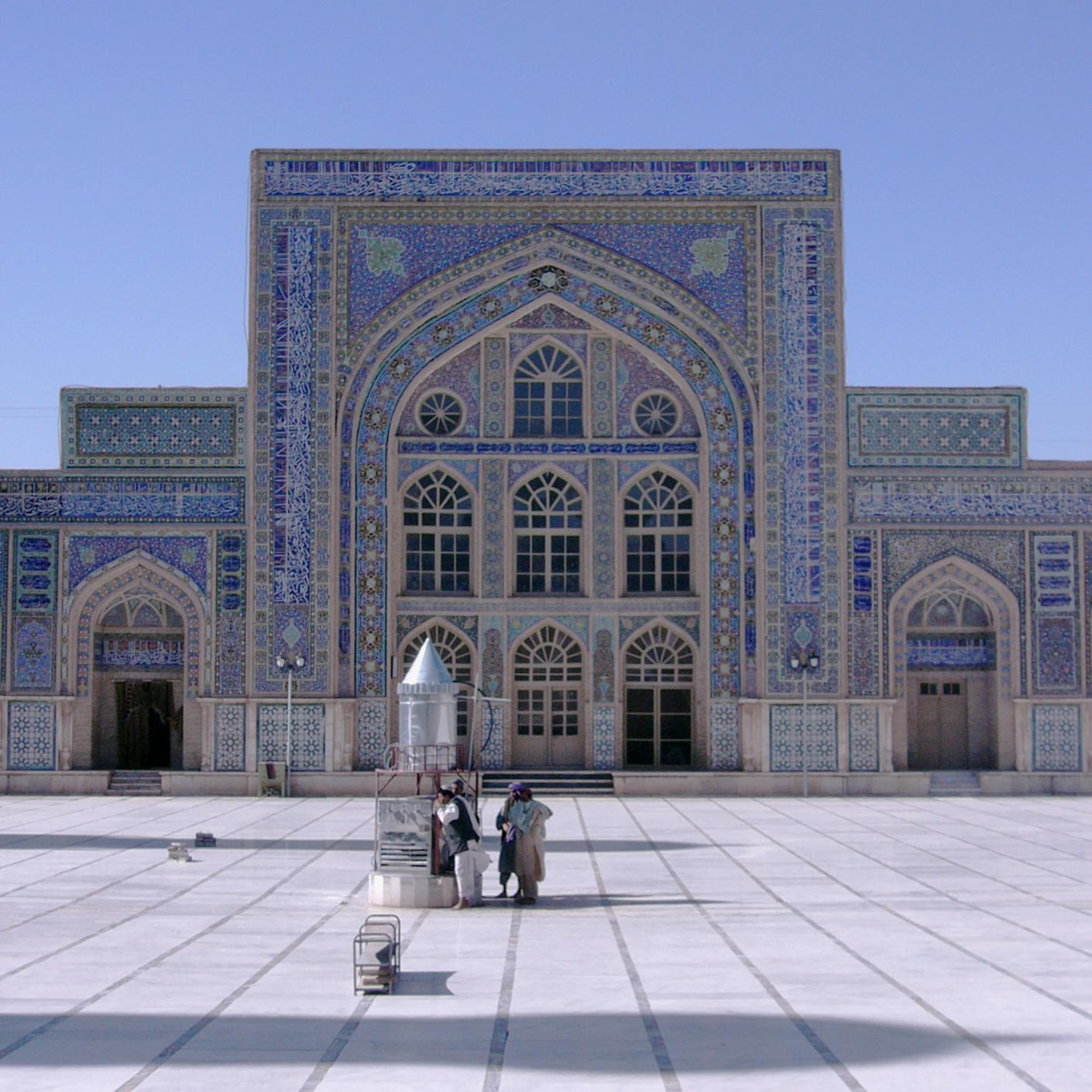
2004
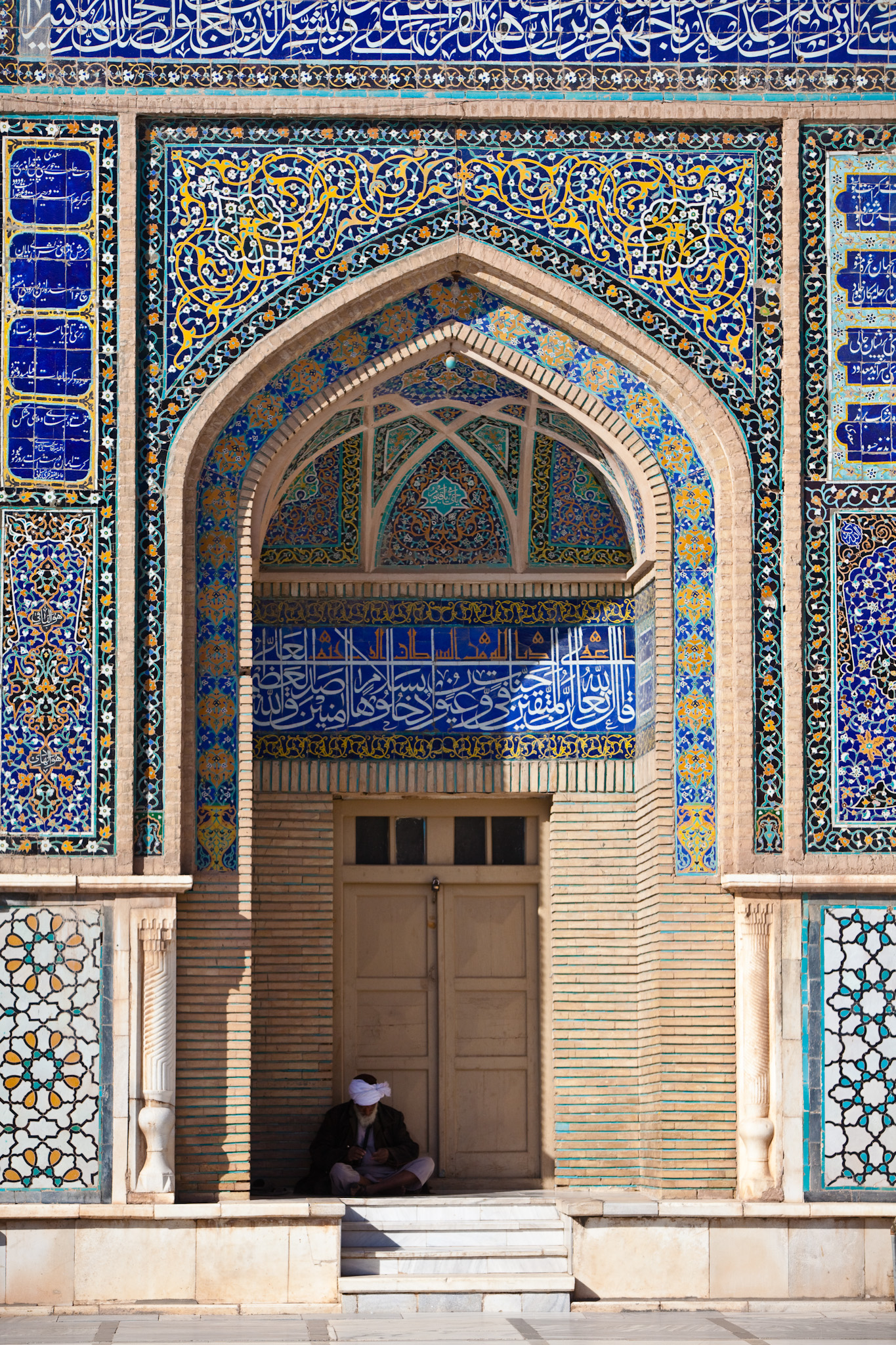
2009
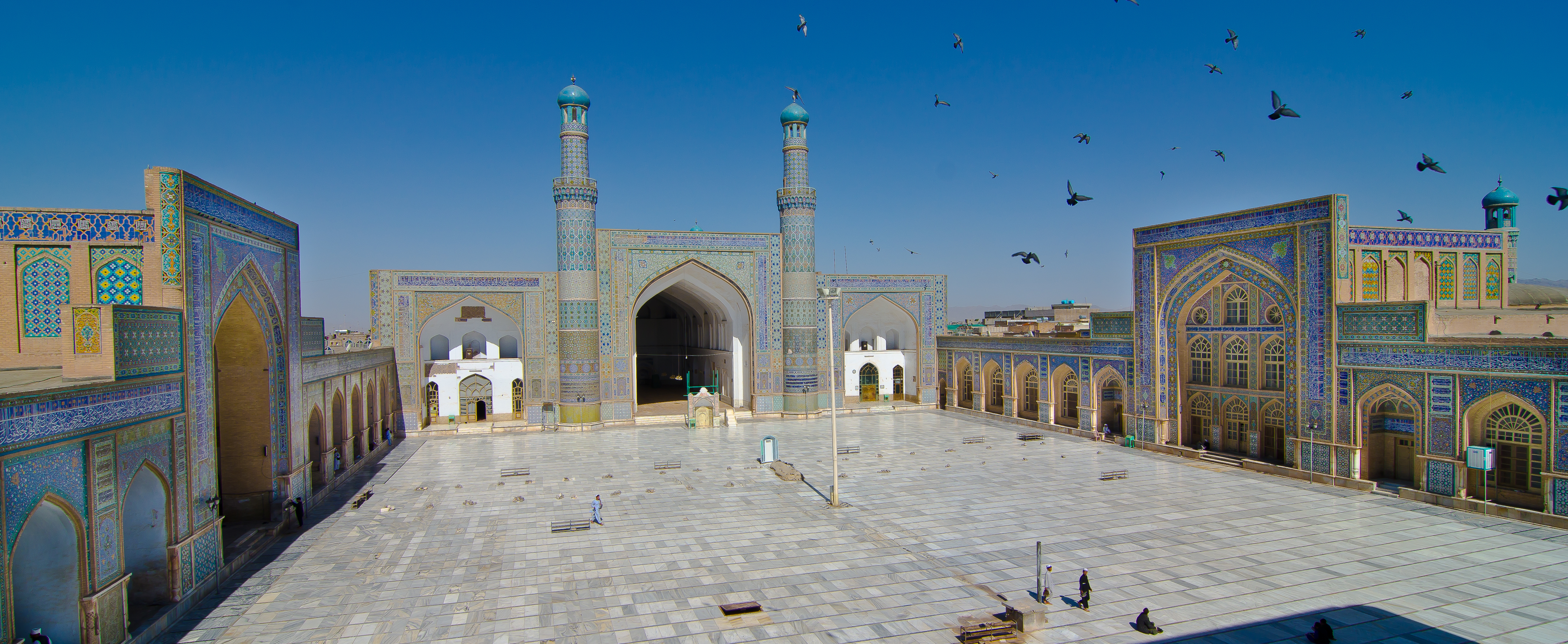
2011
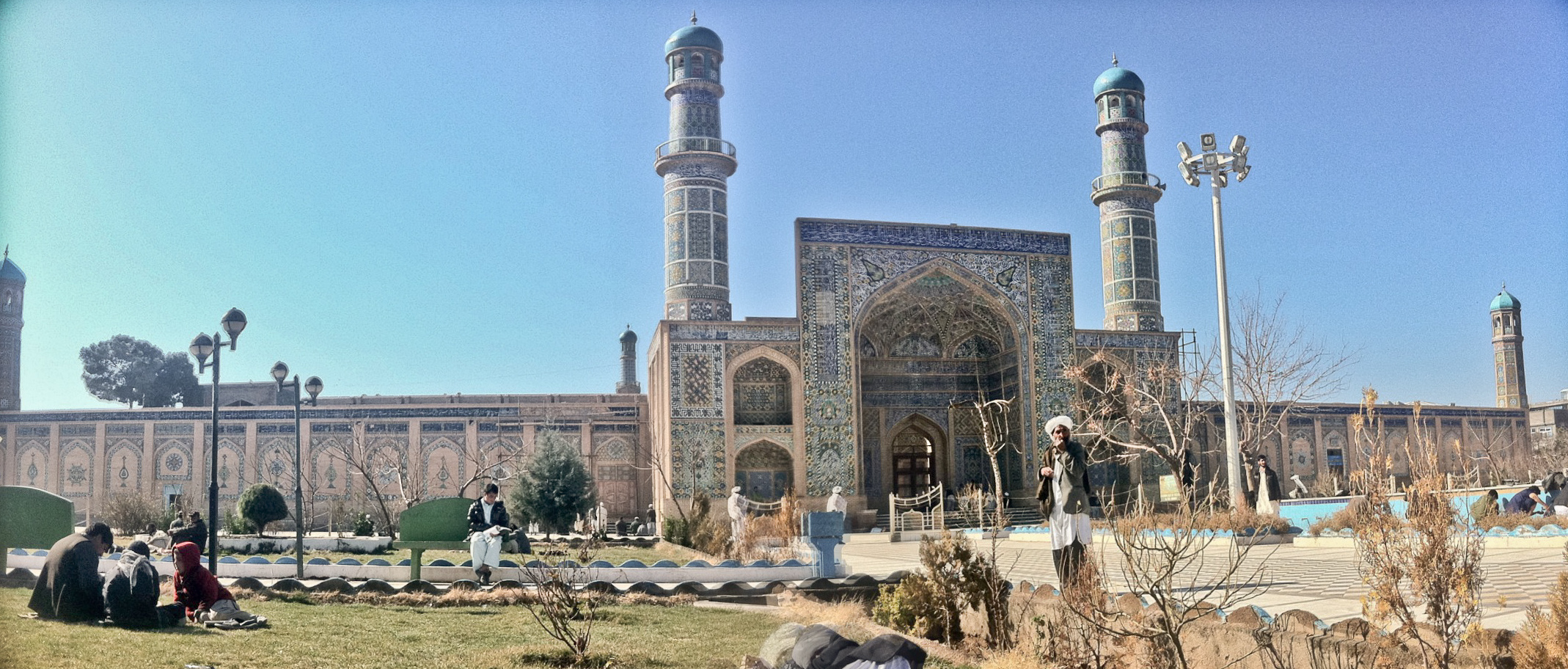
2011